# Glenhaven
Glenhaven är en del av en befolkad plats i Australien. Den ligger i kommunen The Hills Shire och delstaten New South Wales, i den sydöstra delen av landet, omkring 26 kilometer nordväst om delstatshuvudstaden Sydney. Antalet invånare är 5 620.
Runt Glenhaven är det mycket tätbefolkat, med 1 056 invånare per kvadratkilometer.. Närmaste större samhälle är Castle Hill, nära Glenhaven. 
Runt Glenhaven är det i huvudsak tätbebyggt. Genomsnittlig årsnederbörd är 1 380 millimeter. Den regnigaste månaden är februari, med i genomsnitt 200 mm nederbörd, och den torraste är juli, med 36 mm nederbörd.